# Кестнер, Александр Григорьевич
Александр Григорьевич Кестнер (1899, Москва, Российская империя — 2 апреля 1957, Ужгород, Украинская ССР, СССР) ― советский учёный-патологоанатом.

## Биография
Родился в Москве 11 марта 1899 года[по какому календарю?]. Отец работал контролёром московской железной дороги.
В 1918 году окончил 6-ю Московскую гимназию, в 1924 — медицинский факультет 1-го МГУ, с оставлением аспирантом кафедры патологической анатомии, руководимой профессором А. И. Абрикосовым. Во время обучения в университете работал фельдшером в тифозных бараках московской Павловской больницы. После окончания аспирантуры с 1928 года работал прозектором и был заведующим лаборатории клинических анализов родильного дома им. К. Цеткиной. Затем, с 1931 года был ассистентом, затем — доцентом кафедры патологической анатомии 2-го Московского медицинского института и одним из лучших учеников заведующего кафедрой И. В. Давыдовского. Одновременно, с 1931 по 1937 год он был патологоанатомом в больнице им. Медсантруда и в 1838 году — в роддоме № 15.
В 1935 году защитил кандидатскую диссертацию «К вопросу о формировании и физиологии грудных желёз», но диплом кандидата медицинских наук (№ 005027) получил только 9 марта 1946 года.
В 1937 году он работал на Дальнем Востоке в составе северного отряда экспедиции Л. А. Зильбера по изучению эпидемиологической обстановки и заболеваемости населения японским (летним) энцефалитом. За время экспедиции в Оборе в клинике северного отряда умерли 12 заболевших, проводя вскрытия которых, А. Г. Кестнер обнаружил значимые изменения в центральной нервной системе умерших.
В 1939 году приказом СНК СССР А. Г. Кестнер был направлен в Хабаровский медицинский институт на заведование кафедрой патологической анатомии, которой затем руководил в течение 8 лет. Проявил себя как прекрасный организатор, вдумчивый педагог и сложившийся научный работник, обладающий большим запасом знаний и умеющий находить приложение этим знаниям в повседневной практике. Лекции А. Г. Кестнера слушали не только студенты, на них приходили и многие врачи-клиницисты. Кестнером было создано в Хабаровске городское общество патологоанатомов, где регулярно проводились патологоанатомические конференции. В 1940 году он был награждён знаком «Отличнику здравоохранения».
Много сил было отдано им организации прозектуры в Краевой больнице, которая являлась базой кафедры. Он активно поддерживал и развивал взаимодействие кафедры патологической анатомии и клиники. Был создан и постоянно пополнялся музей микро- и макропрепаратов, имевший научно-исследовательскую и педагогическую ценность. Была налажена фотосъёмка микропрепаратов, введено систематическое исследование биопсийного материала и гистологический контроль секционного материала. Если до 1939 года число исследований биопсий составляло 40–70 в год, то в 1940 году их было уже 875, а в 1948 году — 2644.
А. Г. Кестнер был признан пионером в изучении патоморфологии таких малоисследованных в то время эндемических инфекционных заболеваний Дальнего Востока, как геморрагический нефрозонефрит и клещевой энцефалит. Это определило направление дальнейших научных исследований кафедры на многие годы вперед, вплоть до наших дней. Под его руководством было выполнено 12 научных работ, сотрудники кафедры А. И. Зеленский и А. С. Тихомиров подготовили и защитили кандидатские диссертации. С 1941 года Кестнер был доцентом; аттестат доцента (ДЦ № 002185) был выдан 25 января 1946 год. Написал более 30 научных работ.
В 1947 году по семейным обстоятельствам выехал из Хабаровска в Львов, где работал заведующим патогистологической лаборатории станции переливания крови и с 26 мая по 19 ноября 1848 года занимал должность в Львовском мединституте. С конца 1848 года возглавил кафедру патологической анатомии в Ужгородском университете, где продолжил исследования по геморрагическому нефрозонефриту, начатые еще на Дальнем Востоке. Им была подготовлена докторская диссертация «Острый инфекционный нефрозо-нефрит: его морфология и патогенез», которую он не успел защитить в связи с кончиной 2 апреля 1957 года.

## Семья
Женился на Галине Васильевне Савельевой. Их сын Александр (род. 1951, Ужгород).